# Dejan Savićević
Dejan Savićević (Kirin Serbia: Дејан Савићевић, phát âm [dějan saʋǐːtɕeʋitɕ]; sinh ngày 15 tháng 9 năm 1966) là một cầu thủ bóng đá người Montenegro chơi ở vị trí tiền vệ tấn công. Từ năm 2004, ông là chủ tịch của Hiệp hội bóng đá Montenegro (FSCG).
Ông bắt đầu sự nghiệp tại câu lạc bộ Budućnost Titograd trước khi chuyển đến Sao Đỏ Belgrad. Tại đây, ông đã cùng với câu lạc bộ vô địch Cúp C1 châu Âu 1990–91. Năm 1992, ông xuất ngoại để gia nhập câu lạc bộ hùng mạnh của Ý là A.C. Milan. Cùng với Milan, ông giành được ba danh hiệu vô địch Serie A, một UEFA Champions League 1993-94 và nhiều danh hiệu khác. Đến nửa sau mùa giải 1999, ông trở lại Sao Đỏ Belgrad trước khi kết thúc sự nghiệp tại Rapid Wien vào năm 2001. Ở cấp độ quốc tế, ông từng là thành viên của Đội tuyển bóng đá quốc gia Nam Tư tại FIFA World Cup 1990 và 1998, và sau khi giải nghệ ông là huấn luyện viên trưởng của Đội tuyển bóng đá quốc gia Serbia và Montenegro từ năm 2001 đến 2003. Sau sự nghiệp thi đấu chuyên nghiệp kéo dài 18 năm cùng khoảng thời gian ngắn đầu những năm 2000 không mấy thành công, đến mùa hè năm 2004, ông đã trở thành Chủ tịch của Hiệp hội bóng đá Montenegro.

## Cuộc sống ban đầu
Sinh ra trong một gia đình có cha mẹ là Vladimir Savićević và Vojislava Đurović, tuổi trẻ của ông sớm được đá bóng và nhanh chóng phát triển được khả năng của mình qua từng trận đấu.

## Danh hiệu

### Câu lạc bộ
Red Star Belgrade
- SFR Yugoslavia Champions: 1989–90, 1990–91, 1991–92
- Yugoslav Cup: 1989–90
- European Cup: 1990–91
- Intercontinental Cup: 1991
- FR Yugoslavia / Serbia and Montenegro Cup: 1998–99

Milan
- Serie A: 1992–93, 1993–94, 1995–96
- Supercoppa Italiana: 1993, 1994
- UEFA Champions League: 1993–94
- European Super Cup: 1994

### Quốc tế
Đội tuyển Nam Tư
- 1990 UEFA European Under-21 Football Championship (á quân)